# Popetown
Popetown ist eine kontrovers diskutierte Zeichentrick-Fernsehserie aus dem Jahr 2005. Sie behandelt das Leben des fiktiven Priesters Vater Nicholas, der in „Popetown“ – einer Persiflage auf den Vatikan – lebt und arbeitet.

## Handlung
In den zehn Episoden geht es um die fiktiven Erlebnisse eines Pater Nicholas im Vatikanstaat: Die Zeichentrick-Serie persifliert einen „durchgeknallten“, infantilen Papst und drei korrupte Kardinäle, die unter anderem Waisenkinder in die Sklaverei verkaufen.

## Ausstrahlung
Ursprünglich hatte die BBC die Serie in Auftrag gegeben; nach Protesten aus dem Umfeld der katholischen Kirche entschied sich der Sender jedoch, das Projekt wieder fallen zu lassen. BBC gab an, die Serie verletze religiöse Gefühle in erheblichem Maße.
Die Produzenten arbeiteten weiter und Popetown wurde schließlich – begleitet von Boykottaufrufen der katholischen Kirche – erstmals am 8. Juni 2005 im neuseeländischen TV-Sender Channel 4 ausgestrahlt.
Auch in Deutschland gab es zuvor zahlreiche katholische Kritiker: So sprach Hans Joachim Meyer vom Bonner ZdK als "widerwärtige Verhöhnung der katholischen Kirche". Aufgrund eingereichter Anzeigen und heftiger Kritik entschied MTV, vorerst lediglich einmalig am 3. Mai 2006 eine Folge Popetown auszustrahlen. Zudem gab es eine Live-Diskussionsrunde mit Politikern, Medienexperten, Kirchvertretern und Jugendlichen. Nachdem es sowohl eine positive Resonanz der Zuschauer gab als auch die FSF zu dem Schluss kam, dass in der Serie keine "ablehnende oder gar feindselige Haltung gegenüber Angehörigen einer religiösen Gruppe [geschürt], noch die Menschenwürde verletzt" werde, wurde die Ausstrahlung der weiteren neun Folgen ab 21:00 Uhr freigegeben.

### Quoten
Die Diskussionsrunde MTV News Mag Special – Popetown um 21:30 Uhr sahen insgesamt 210.000 Zuschauer (Marktanteil: 0,9 Prozent), in der Gruppe der 14- bis 49-Jährigen waren es 150.000 Zuschauer (1,4 Prozent Marktanteil). Die im Anschluss um 21:55 Uhr gesendete 25-minütige Premierenfolge sahen 380.000 Zuschauer bei 1,4 Prozent Marktanteil. In der Gruppe der werberelevanten Zielgruppe waren es 290.000 Zuschauern bei 2,4 Prozent Marktanteil. Der Wert war etwa drei Mal so hoch wie der deutsche MTV-Durchschnitt.
In der zweiten Woche sahen nur noch insgesamt 150.000 Zuschauer zu (Marktanteil: 0,6 Prozent), was einen Zuschauerverlust von 60 Prozent bedeutet. In der Gruppe der 14- bis 49-Jährigen verfolgten 100.000 Zuschauer die zweite Folge (0,9 Prozent).

## Öffentliche Diskussion in Deutschland
Die Herausgeberin der christlichen Zeitung VERS1, Birgit Kelle rief zum Boykott der Werbepartner von MTV auf und startete damals eine Protestaktion, an der sich über 50.000 Personen und Organisationen beteiligten. In einem offenen Brief hatte Kelle MTV-Geschäftsführerin Catherine Mühlemann die Frage gestellt: „Würden Sie auch ‚Mohammed-Town‘ ausstrahlen?“ Und weiter: „Kein Christ wird Ihnen bei Ausstrahlung die Studiofenster zertrümmern, handelt es sich doch beim Christentum um eine Religion des Friedens. Wir verdienen aber nicht weniger Respekt als andere Religionen.“ Letztlich schlossen sich auch die Kirchen, Politiker und der Zentralrat der Juden dem Protest an. Da der Protest der Kirche MTV nicht zur Absetzung der Satire bewegen konnte, appellierte der Fuldaer Bischof Heinz Josef Algermissen an die Werbekunden des Senders: „Jene Firmen, die MTV finanziell unterstützen, sind schlecht beraten, wenn sie es zulassen, weiterhin als Sponsoren der Verunglimpfung des christlichen Glaubens betrachtet zu werden“.
MTV-Programmdirektor Elmar Giglinger sagte gegenüber dem Magazin Focus, dass die Sendung wie geplant vom 3. Mai ausgestrahlt wird, wörtlich: „Letztendlich sind wir in Deutschland in der glücklichen Situation, in einem Land zu leben und zu arbeiten, in dem Meinungs-, Presse- und Kunstfreiheit es uns erlauben, auch kontroverse Formate im Programm zu haben.“ Er begründete weiterhin die Ausstrahlung damit, dass das Medienkontrollgremium Freiwillige Selbstkontrolle Fernsehen einer vorab eingereichten Folge eine Freigabe fürs Tagesprogramm erteilt habe und sagte: „Von Blasphemie kann also keine Rede sein.“ Die Kritik an der Serie, so Giglinger in einem Interview mit der FAZ, begründe sich hauptsächlich in der Anzeigenkampagne. Wenn alle die Serie gesehen haben, gäbe es keine Diskussion mehr über Blasphemie oder ein Verbot der Serie. Übrig bliebe die Frage, ob es sich um „tolle Satire“ oder „pubertäre[n] Humor“ handele. Dieser Diskussion stelle sich der Sender gerne.
Der Vorsitzende der Jungen Liberalen, Johannes Vogel, kritisierte die Boykottaufrufe: „Ich hielte es für ratsam, wenn man sich ein Urteil erst dann bildet, wenn man weiß, worüber man spricht. […] Bemerkenswert ist, dass von einigen gerade jetzt laut geschrien und nach einem Verbot gerufen wird, da religiöse Gefühle verletzt werden könnten. Noch vor wenigen Wochen wurde von allen Beteiligten zu Recht auf die Pressefreiheit verwiesen, als es um die Mohammed-Karikaturen ging.“
Der Bundesvorsitzende der Jungen Union, Philipp Mißfelder, kritisierte dagegen die Ausstrahlung von Popetown: „Mit dieser Sendung wird der christliche Glaube der Lächerlichkeit preisgegeben. Dass dies ausgerechnet ein Jugendsender tut, der nach eigenem Dafürhalten für Toleranz und gemeinschaftliches Miteinander eintritt, ist dabei ein besonderer Grund zur Besorgnis. Der Musiksender MTV wird damit der großen Verantwortung für seine zumeist jüngeren Zuschauer nicht gerecht. Das Grundrecht auf Meinungsfreiheit ist kein Freibrief, sondern erfordert umso mehr Augenmaß und Respekt bei seiner Ausübung.“
Jürgen Kaube kritisiert in der FAZ – neben der Serie selbst – die Einmischung der Politik in die Ausstrahlungsdiskussion. In einem säkularisierten Staat sei es „eine Privatsache von Katholiken ... sich über „Popetown“ zu empören.“ Wenn Politiker in Ausübung ihres öffentlichen Amtes Partei ergreifen, gleiche dies den „unfreien Zuständen, für die wir gegenwärtig den Namen des Fundamentalismus verwenden.“ Kaube sieht die Einlassungen der Politik in einer „von manchem empfundene[n]  Pflicht zum Schritthalten mit den weltreligiösen Empörungsstandards“ begründet, die durch die Mohammed-Karikaturen gesetzt wurden.
Das Erzbistum München und Freising leitete rechtliche Schritte gegen die Ausstrahlung ein. Es sah den Straftatbestand der Beschimpfung von Religionsgemeinschaften als erfüllt. Einer Aufforderung zur Abgabe einer Unterlassungserklärung kam MTV nicht nach. Eine daraufhin beantragte einstweilige Verfügung wies das Landgericht München am 3. Mai 2006 ab, da die Sendung nach Ansicht der Richter nicht den öffentlichen Frieden bedrohe. Die Serie sei dazu, so die Richter wörtlich, „zu dumm“. Joachim Herrmann, bayerischer Fraktionschef der CSU hat bei der Berliner Staatsanwaltschaft ebenfalls Strafanzeige gegen MTV gestellt, der CSU-Vorsitzende Edmund Stoiber forderte zudem, das Strafrecht zur Beleidigung religiöser Gefühle zu verschärfen.

## Autoren
- James Bachman
- Mackenzie Crook
- Isabelle Dubernet
- Mark Evans
- Eric Fuhrer
- Phil Ox
- David Quantick

Phil Ox ist außerdem Regisseur und Produzent der Serie.

## Einzelbelege
1. ↑  Uwe Mantel: Empörte Katholiken: ZdK will MTV-Serie "Popetown" verhindern. In: DWDL.de. 10. April 2006, abgerufen am 22. Dezember 2022.
2. 1 2  Uwe Mantel: Empörte Katholiken: ZdK will MTV-Serie "Popetown" verhindern. In: DWDL.de. 10. April 2006, abgerufen am 22. Dezember 2022.
3. ↑  Thomas Lückerath: Vorerst nur einmal "Popetown": MTV beugt sich dem Druck. In: DWDL.de. 26. April 2006, abgerufen am 24. Dezember 2022.
4. 1 2  Alexander Krei: Kritik sei Dank: MTV-Serie «Popetown» überzeugt. In: quotenmeter.de. 4. Mai 2006, abgerufen am 25. Dezember 2022.
5. ↑  Uwe Mantel: MTV hat entschieden: "Popetown" wird ausgestrahlt. In: DWDL.de. 9. Mai 2006, abgerufen am 25. Dezember 2022.
6. ↑  Thomas Lückerath: Einstweilige Verfügung gescheitert: "Popetown" kann kommen. In: DWDL.de. 3. Mai 2006, abgerufen am 24. Dezember 2022.
7. ↑  Uwe Mantel: "Popetown" verliert in Woche 2 über 60 Prozent der Zuschauer. In: DWDL.de. 11. Mai 2006, abgerufen am 28. Dezember 2022.
8. ↑  deutschlandfunkkultur.de: Christen protestieren gegen MTV-Serie "Popetown". 12. April 2006, abgerufen am 24. April 2023.
9. ↑  „Popetown“ läuft - mit einer Folge. In: faz.net. 27. April 2006, abgerufen am 11. Dezember 2014.
10. ↑  Jürgen Kaube: Empörung auf Weltniveau. In: faz.net. 23. April 2006, abgerufen am 11. Dezember 2014.